# フッ化金(I)
フッ化金(Gold(I) fluoride)は、化学式AuFの無機化合物である。固体を単離することはできないが、回転分光法や質量分析法により、その存在は観測されている。N-ヘテロ環状カルベン(NHC)リガンドにより安定化すると、フッ化金錯体の特徴が現れる。